# Newport (Oregon)

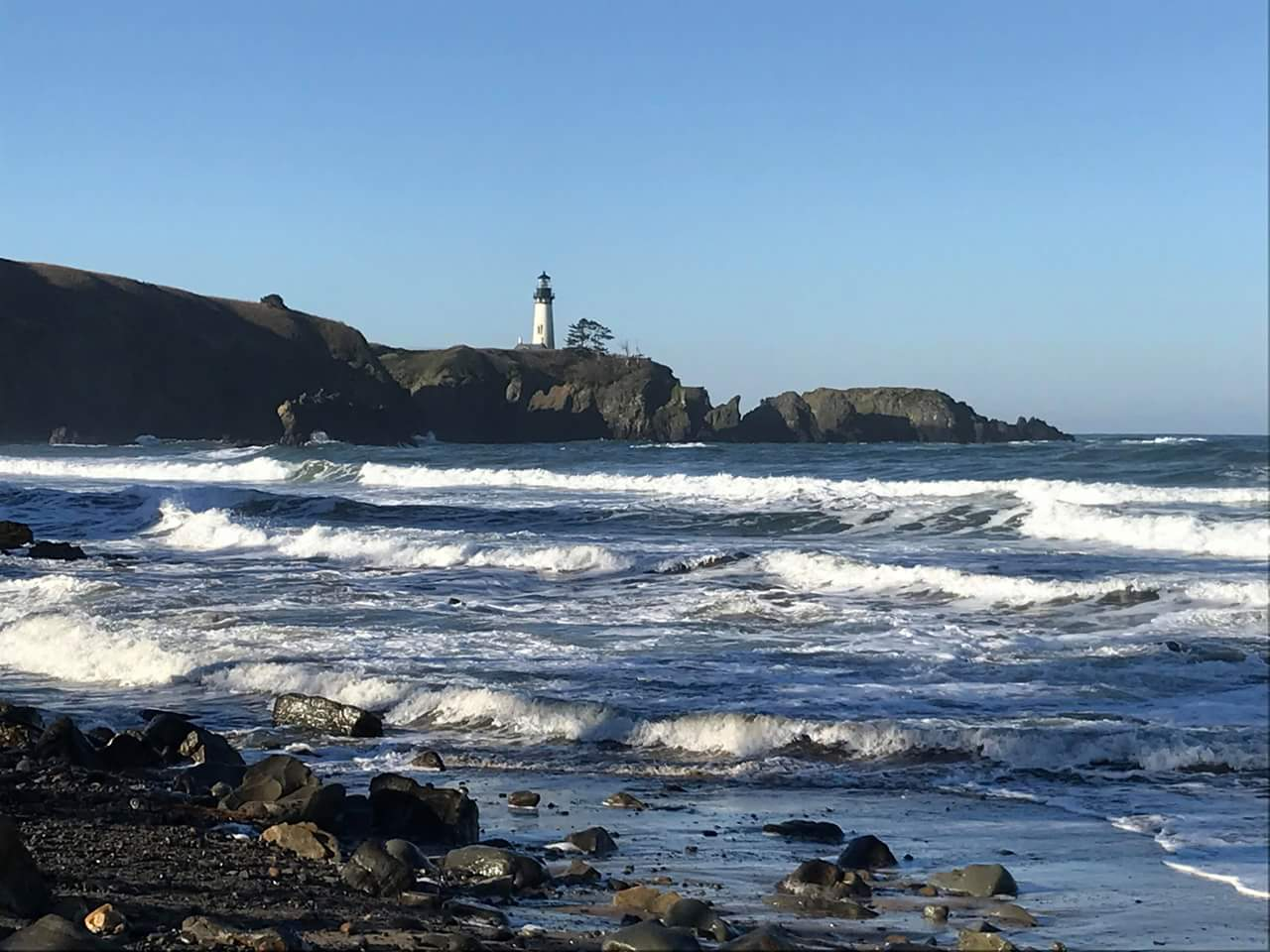
Pobřeží v Newportu

Newport je město na pobřeží Tichého oceánu v americkém státě Oregon.

## Základní údaje
Newport se nachází v centrální části oregonského pobřeží, asi 100 km západně od hlavního města Oregonu Salemu. Město je sídlem okresu Lincoln County a v roce 2006 mělo 10240 obyvatel.

## Zajímavosti
Newport je důležitým turistickým střediskem, nachází se zde mj. dva majáky a Oregon Coast Aquarium, které proslavila kosatka Keiko při natáčení filmu Zachraňte Willyho.

## Partnerská města
Newport má jen jediné partnerské město:
- Mombetsu  Japonsko